# Hexatoma aglaia
Hexatoma aglaia är en tvåvingeart som beskrevs av Alexander 1946. Hexatoma aglaia ingår i släktet Hexatoma och familjen småharkrankar.
Artens utbredningsområde är Ecuador. Inga underarter finns listade i Catalogue of Life.